# Serie GeForce 16
La serie GeForce 16 es una serie de unidades de procesamiento de gráficos desarrolladas por Nvidia, basadas en la microarquitectura de Turing, anunciada en febrero de 2019. La serie 16, comercializada en el mismo período de tiempo que la serie 20, tiene como objetivo cubrir el mercado de nivel de entrada a gama media, no abordado por este último. Como resultado, los medios lo han comparado principalmente con la serie de GPU Radeon RX 500 de AMD.

## Arquitectura
La serie GeForce 16 se basa en la misma arquitectura de Turing utilizada en la serie GeForce 20, omitiendo los núcleos Tensor (IA) y RT (trazado de rayos) exclusivos de la serie 20. Sin embargo, la serie 16 conserva los núcleos enteros dedicados que se utilizan para la ejecución simultánea de operaciones enteras y de punto flotante. El 18 de marzo de 2019, Nvidia anunció que a través de una actualización del controlador en abril de 2019 habilitarían DirectX Raytracing en las tarjetas de la serie 16 a partir de la GTX 1660, junto con ciertas tarjetas de la serie 10, una característica reservada a la serie RTX hasta ese momento.

## Productos
La serie GeForce 16 se lanzó el 23 de febrero de 2019 con el anuncio de la GeForce GTX 1660 Ti. Las tarjetas tienen una interfaz PCIe 3.0 x16, que las conecta a la CPU, producida con el proceso FinFET de 12 nm de TSMC. El 22 de abril de 2019, coincidiendo con el anuncio de la GTX 1650, Nvidia anunció computadoras portátiles equipadas con chipsets GTX 1650 incorporados. TU117 no es compatible con Nvidia Optical Flow, que es útil para el software de interpolación de movimiento. Todas las GPU TU117 usan el codificador NVENC de Volta (que tiene una mejora marginalmente mejor que Pascal) en lugar del de Turing.

### Escritorio
| Modelo                 | Lanzamiento             | Precio de lanzamiento (USD) | Nombre en clave | Transistores (mil millones) | Tamaño del chip (mm2) | Config. del núcleo | Caché L2 (MB) | Velocidad de reloj | Velocidad de reloj | Tasa de relleno | Tasa de relleno  | Memoria     | Memoria               | Memoria | Memoria             | Poder de procesamiento (GFLOPS) | Poder de procesamiento (GFLOPS) | Poder de procesamiento (GFLOPS) | TDP   |
| Modelo                 | Lanzamiento             | Precio de lanzamiento (USD) | Nombre en clave | Transistores (mil millones) | Tamaño del chip (mm2) | Config. del núcleo | Caché L2 (MB) | Núcleo (MHz)       | Memoria (GT/s)     | Píxel (Gpx/s)   | Textura (Gtex/s) | Tamaño (GB) | Ancho de banda (GB/s) | Tipo    | Ancho del bus (bit) | Media precisión (turbo)         | Simple precisión (turbo)        | Doble precisión (turbo)         | TDP   |
| ---------------------- | ----------------------- | --------------------------- | --------------- | --------------------------- | --------------------- | ------------------ | ------------- | ------------------ | ------------------ | --------------- | ---------------- | ----------- | --------------------- | ------- | ------------------- | ------------------------------- | ------------------------------- | ------------------------------- | ----- |
| GeForce GTX 1630       | 28 de junio de 2022     |                             | TU117-150       | 4.7                         | 200                   | 512:32:16 8 SM     | 1             | 1740 (1785)        | 12.0               | 27.84 (28.56)   | 55.68 (57.12)    | 4           | 96                    | GDDR6   | 64                  | 3564 (3656)                     | 1782 (1828)                     | 55.68 (57.12)                   | 75 W  |
| GeForce GTX 1650       | 23 de abril de 2019     | $149                        | TU117-300       | 4.7                         | 200                   | 896:56:32 14 SM    | 1             | 1485 (1665)        | 8.0                | 47.52 (53.28)   | 83.16 (93.24)    | 4           | 128                   | GDDR5   | 128                 | 5322 (5967)                     | 2661 (2984)                     | 83.16 (93.24)                   | 75 W  |
| GeForce GTX 1650       | 3 de abril de 2020      | $149                        | TU117-300       | 4.7                         | 200                   | 896:56:32 14 SM    | 1             | 1410 (1590)        | 12.0               | 45.12 (50.88)   | 78.96 (89.04)    | 4           | 192                   | GDDR6   | 128                 | 5053 (5699)                     | 2527 (2849)                     | 78.96 (89.04)                   | 75 W  |
| GeForce GTX 1650       | 1 de julio de 2020      | $149                        | TU116-150       | 6.6                         | 284                   | 896:56:32 14 SM    | 1             | 1410 (1590)        | 12.0               | 45.12 (50.88)   | 78.96 (89.04)    | 4           | 192                   | GDDR6   | 128                 | 5053 (5699)                     | 2527 (2849)                     | 78.96 (89.04)                   | 80 W  |
| GeForce GTX 1650       | 29 de junio de 2020     |                             | TU106-125       | 10.8                        | 445                   | 896:56:32 14 SM    | 1             | 1410 (1590)        | 12.0               | 45.12 (50.88)   | 78.96 (89.04)    | 4           | 192                   | GDDR6   | 128                 | 5053 (5699)                     | 2527 (2849)                     | 78.96 (89.04)                   | 90 W  |
| GeForce GTX 1650 Super | 22 de noviembre de 2019 | $159                        | TU116-250       | 6.6                         | 284                   | 1280:80:32 20 SM   | 1             | 1530 (1725)        | 12.0               | 48.96 (55.20)   | 122.4 (138.0)    | 4           | 192                   | GDDR6   | 128                 | 7834 (8832)                     | 3917 (4416)                     | 122.4 (138.0)                   | 100 W |
| GeForce GTX 1660       | 14 de marzo de 2019     | $219                        | TU116-300       | 6.6                         | 284                   | 1408:88:48 22 SM   | 1.5           | 1530 (1785)        | 8.0                | 73.44 (85.68)   | 134.6 (157.1)    | 6           | 192                   | GDDR5   | 192                 | 8617 (10053)                    | 4309 (5027)                     | 134.6 (157.1)                   | 120 W |
| GeForce GTX 1660 Super | 29 de octubre de 2019   | $229                        | TU116-300       | 6.6                         | 284                   | 1408:88:48 22 SM   | 1.5           | 1530 (1785)        | 14.0               | 73.44 (85.68)   | 134.6 (157.1)    | 6           | 336                   | GDDR6   | 192                 | 8617 (10053)                    | 4309 (5027)                     | 134.6 (157.1)                   | 125 W |
| GeForce GTX 1660 Ti    | 22 de febrero de 2019   | $279                        | TU116-400       | 6.6                         | 284                   | 1536:96:48 24 SM   | 1.5           | 1500 (1770)        | 12.0               | 72.00 (84.96)   | 144.0 (169.9)    | 6           | 288                   | GDDR6   | 192                 | 9216 (10875)                    | 4608 (5437)                     | 144.0 (169.9)                   | 120 W |

### Computadora portátil
| Modelo                             | Lanzamiento         | Nombre en clave          | Transistores (mil millones) | Tamaño del chip (mm2) | Config. del núcleo | Caché L2 (MB) | Velocidad de reloj | Velocidad de reloj | Tasa de relleno | Tasa de relleno  | Memoria     | Memoria               | Memoria | Memoria             | Poder de procesamiento (GFLOPS) | Poder de procesamiento (GFLOPS) | Poder de procesamiento (GFLOPS) | TDP  |
| Modelo                             | Lanzamiento         | Nombre en clave          | Transistores (mil millones) | Tamaño del chip (mm2) | Config. del núcleo | Caché L2 (MB) | Núcleo (MHz)       | Memoria (GT/s)     | Píxel (Gpx/s)   | Textura (Gtex/s) | Tamaño (GB) | Ancho de banda (GB/s) | Tipo    | Ancho del bus (bit) | Media precisión (turbo)         | Simple precisión (turbo)        | Doble precisión (turbo)         | TDP  |
| ---------------------------------- | ------------------- | ------------------------ | --------------------------- | --------------------- | ------------------ | ------------- | ------------------ | ------------------ | --------------- | ---------------- | ----------- | --------------------- | ------- | ------------------- | ------------------------------- | ------------------------------- | ------------------------------- | ---- |
| GeForce GTX 1650 Max-Q (Laptop)    | 23 de abril de 2019 | TU117-750 (N18P-G0-MP)   | 4.7                         | 200                   | 1024:64:32 16 SM   | 1             | 1020 (1245)        | 8.0                | 32.64 (39.84)   | 65.28 (79.68)    | 4           | 128                   | GDDR5   | 128                 | 4178 (5100)                     | 2089 (2550)                     | 65.28 (79.68)                   | 35 W |
| GeForce GTX 1650 Max-Q (Laptop)    | 15 de abril de 2020 | TU117-753 (N18P-G61-MP2) | 4.7                         | 200                   | 1024:64:32 16 SM   | 1             | 930 (1125)         | 12.0               | 29.76 (36.00)   | 59.52 (72.00)    | 4           | 192                   | GDDR6   | 128                 | 3809 (4608)                     | 1905 (2304)                     | 59.52 (72.00)                   | 30 W |
| GeForce GTX 1650 (Laptop)          | 23 de abril de 2019 | TU117-750 (N18P-G0-MP)   | 4.7                         | 200                   | 1024:64:32 16 SM   | 1             | 1395 (1560)        | 8.0                | 44.64 (49.92)   | 89.28 (99.84)    | 4           | 128                   | GDDR5   | 128                 | 5714 (6390)                     | 2857 (3195)                     | 89.28 (99.84)                   | 50 W |
| GeForce GTX 1650 (Laptop)          | 15 de abril de 2020 | TU117-753 (N18P-G61-MP2) | 4.7                         | 200                   | 1024:64:32 16 SM   | 1             | 1380 (1515)        | 12.0               | 44.16 (48.48)   | 88.32 (96.96)    | 4           | 192                   | GDDR6   | 128                 | 5653 (6205)                     | 2826 (3103)                     | 88.32 (96.96)                   | 50 W |
| GeForce GTX 1650 Ti Max-Q (Laptop) | 2 de abril de 2020  | TU117-775 (N18P-G62)     | 4.7                         | 200                   | 1024:64:32 16 SM   | 1             | 1035 (1200)        | 12.0               | 33.12 (38.40)   | 66.24 (76.80)    | 4           | 192                   | GDDR6   | 128                 | 4239 (4915)                     | 2120 (2458)                     | 66.24 (76.80)                   | 35 W |
| GeForce GTX 1650 Ti (Laptop)       | 2 de abril de 2020  | TU117-775 (N18P-G62)     | 4.7                         | 200                   | 1024:64:32 16 SM   | 1             | 1350 (1485)        | 12.0               | 43.20 (47.52)   | 86.40 (95.04)    | 4           | 192                   | GDDR6   | 128                 | 5530 (6083)                     | 2765 (3041)                     | 86.40 (95.04)                   | 55 W |
| GeForce GTX 1660 Ti Max-Q (Laptop) | 23 de abril de 2019 | TU116-750 (N18E-G0)      | 6.6                         | 284                   | 1536:96:48 24 SM   | 1.5           | 1140 (1335)        | 12.0               | 54.72 (64.08)   | 109.4 (128.2)    | 6           | 288                   | GDDR6   | 192                 | 7004 (8202)                     | 3502 (4101)                     | 109.4 (128.2)                   | 60 W |
| GeForce GTX 1660 Ti (Laptop)       | 23 de abril de 2019 | TU116-750 (N18E-G0)      | 6.6                         | 284                   | 1536:96:48 24 SM   | 1.5           | 1455 (1590)        | 12.0               | 69.84 (76.32)   | 139.7 (152.6)    | 6           | 288                   | GDDR6   | 192                 | 8940 (9769)                     | 4470 (4884)                     | 139.7 (152.6)                   | 80 W |

## Recepción

### GTX 1630
Tras su lanzamiento en junio de 2022, la GTX 1630 recibió críticas negativas. Una revisión de dos estrellas de Jarred Walton en Tom's Hardware criticó su precio, especialmente teniendo en cuenta que se lanzó 3 años después de la mayoría de las 16 series, y solo tuvo un mejor rendimiento que la GTX 1050. Walton escribió que "el único competidor real para la GTX 1630 es la Radeon RX 6400 recientemente lanzada por AMD, pero esta nueva tarjeta Nvidia en realidad hace que la mediocre 6400 se vea bien". Llegó a la conclusión de que "nadie debería darle la hora del día a la GTX 1630" y, en cambio, recomendó la GTX 1650 y la 1650 Super por sus especificaciones y rendimiento drásticamente mejorados por un precio similar. TechSpot caracterizó las especificaciones de la GTX 1630 como una "versión reducida de la GTX 1650" de abril de 2019, que es "silicio de 3 años que, por decirlo suavemente, era bastante patético en ese entonces". Jacob Roach de Digital Trends señaló que la GTX 1630 lanzada en 2022 fue superada por una AMD Radeon RX 470 de 2016.

### GTX 1650
Tom's Hardware criticó la GTX 1650 y señaló que la variante de 8 GB de la RX 570 es "más rápida, menos costosa y más capaz de manejar juegos con grandes requisitos de memoria".

### GTX 1650 Super
PC Gamer describió la GTX 1650 Super como una "obviedad" y una "recomendación súper fácil" sobre la 1650 original, ya que solo cuesta $10 más y es "constantemente alrededor de un 30 por ciento más rápida". Sin embargo, criticaron la pequeña cantidad de VRAM (4 GB) y señalaron que los usuarios que tienen una PC que no tiene cables de alimentación PCIe disponibles tienen que "quedarse con el Vanilla 1650" porque la variante Super tiene un mayor consumo de energía (75 W frente a 100 W). En conjunto, tiene un "gran valor general" y por ahora "reclama la corona de la mejor tarjeta gráfica económica", siendo consistentemente más rápida que la RX 580 y acercándose a la RX 590 cuando la VRAM no es un factor limitante.

### GTX 1660 Super
Descubrieron que la GTX 1660 Super "casi hace que la 1660 Ti parezca redundante" y señalaron que "supera todo lo que AMD ofrece actualmente en el mismo rango de precios", siendo "aproximadamente un 20 por ciento más rápida que la RX 590".